# Reforma Casbil
Reforma Casbil är en ort i Mexiko.   Den ligger i kommunen La Grandeza och delstaten Chiapas, i den sydöstra delen av landet, 900 km sydost om huvudstaden Mexico City. Reforma Casbil ligger 2 348 meter över havet och antalet invånare är 171.
Terrängen runt Reforma Casbil är bergig söderut, men norrut är den kuperad. Terrängen runt Reforma Casbil sluttar österut. Runt Reforma Casbil är det ganska tätbefolkat, med 96 invånare per kvadratkilometer. Närmaste större samhälle är Motozintla de Mendoza, 13,3 km söder om Reforma Casbil. I omgivningarna runt Reforma Casbil växer huvudsakligen savannskog.